# Літинська дача
Лі́тинська дача — заповідне урочище на території Літинської селищної громади Вінницького району Вінницької області (Літинське лісництво, кв. 50, діл. 7), поблизу села Новоселиця. Оголошене відповідно до рішення Вінницького облвиконкому від 29.08.1984 року  № 371. Охороняється цінна ділянка дубового лісонасадження віком понад 100 років.

## Географія
За фізико-географічним районуванням України ця територія належить до Хмільницького району Вінницької області Подільського Побужжя Дністровсько-Дніпровської лісостепової зони. Характерною для цієї ділянки є хвиляста, з яругами й балками, лесова височина з сірими і темно-сірими опідзоленими ґрунтами. З геоморфологічної точки зору описувана територія являє собою підвищену сильно розчленовану лесову рівнину позальодовикової області.
За геоботанічним районуванням України ця територія належить до Європейської широколистяної області, Подільсько-Бесарабської провінції, Вінницького (Центральноподільського) округу.

## Клімат
Клімат території є помірно континентальним. Для нього характерне тривале, нежарке літо, і порівняно недовга, м'яка зима. Середня температура січня становить -5,5°… -6°С, липня +19°…+18,5°С. Річна кількість опадів становить 500—525 мм.

## Рослинність
Урочище являє собою високопродуктивне дубове насадження віком понад 100 років із запасом деревини 240 м³/га. Має водорегулююче і ґрунтозахисне значення.
У флористичному складі даних угруповань основну роль відіграють неморальні балтські види, такі як копитняк європейський, яглиця звичайна, зеленчук жовтий, зірочник лісовий, маренка пахуча, жабрій двогубий, мерінгія трижилкова, арум Бессера, печіночниця черешкова, осоки волосиста, пальчата, лісова, бліднувата, фіалки собача, пахуча, лісова тощо. Навесні тут добре виражені синузіі ранніх весняних ефемероїдів, підсніжника білосніжного, анемони жовтецевої, рясту Геллера і порожнистого, рівноплідника рутвицелистого, зубниці бульбистої і залозистої.

## Галерея

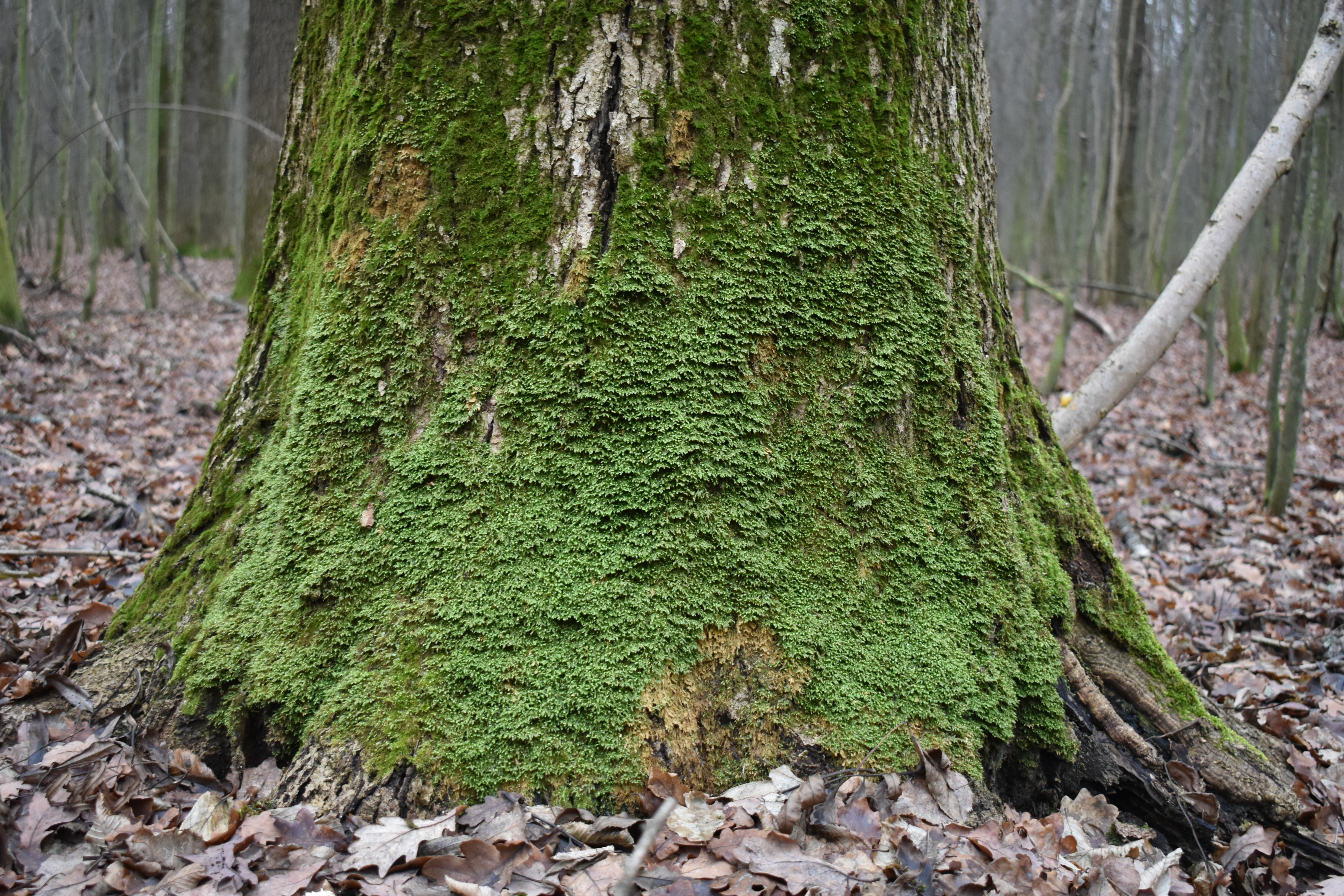
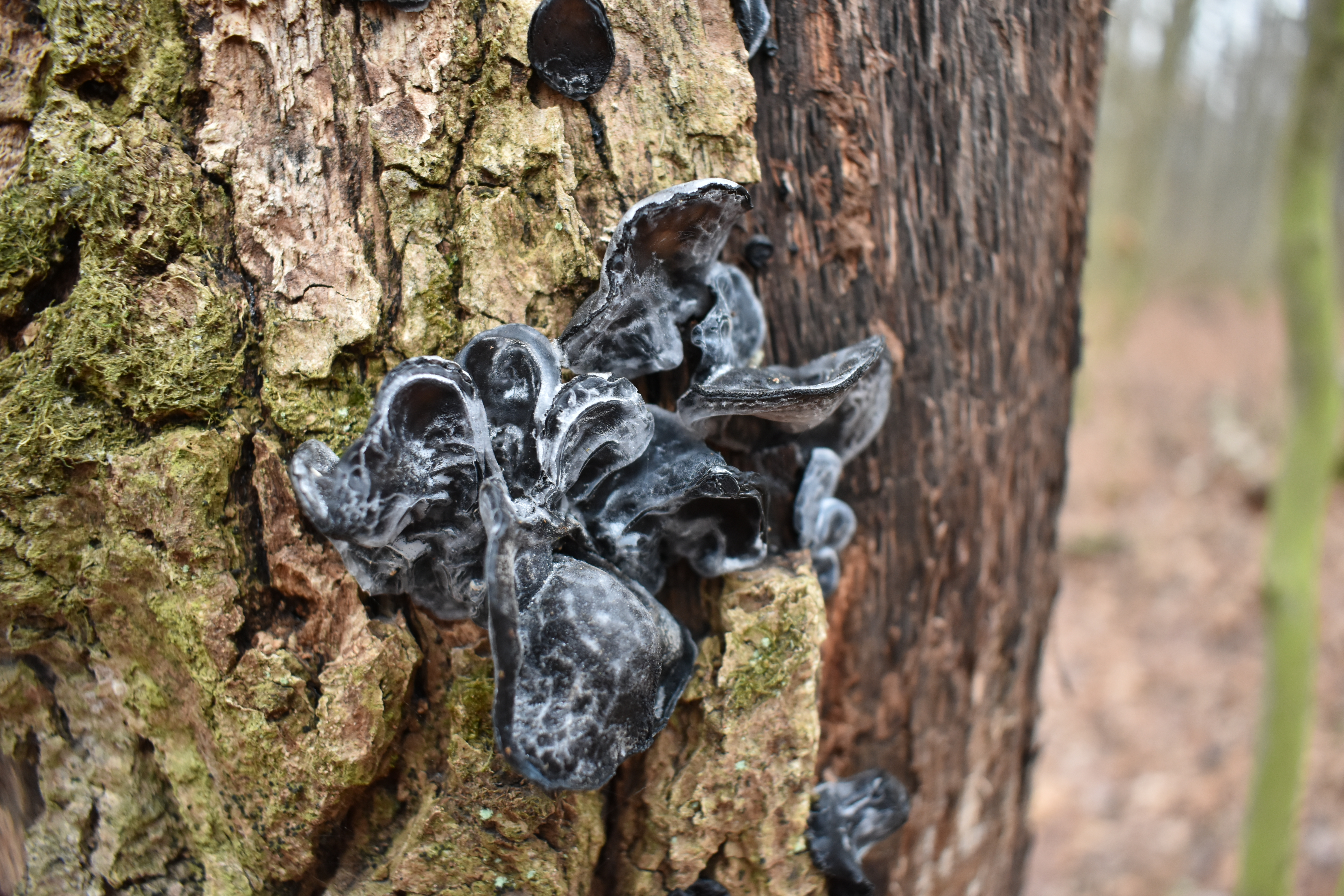
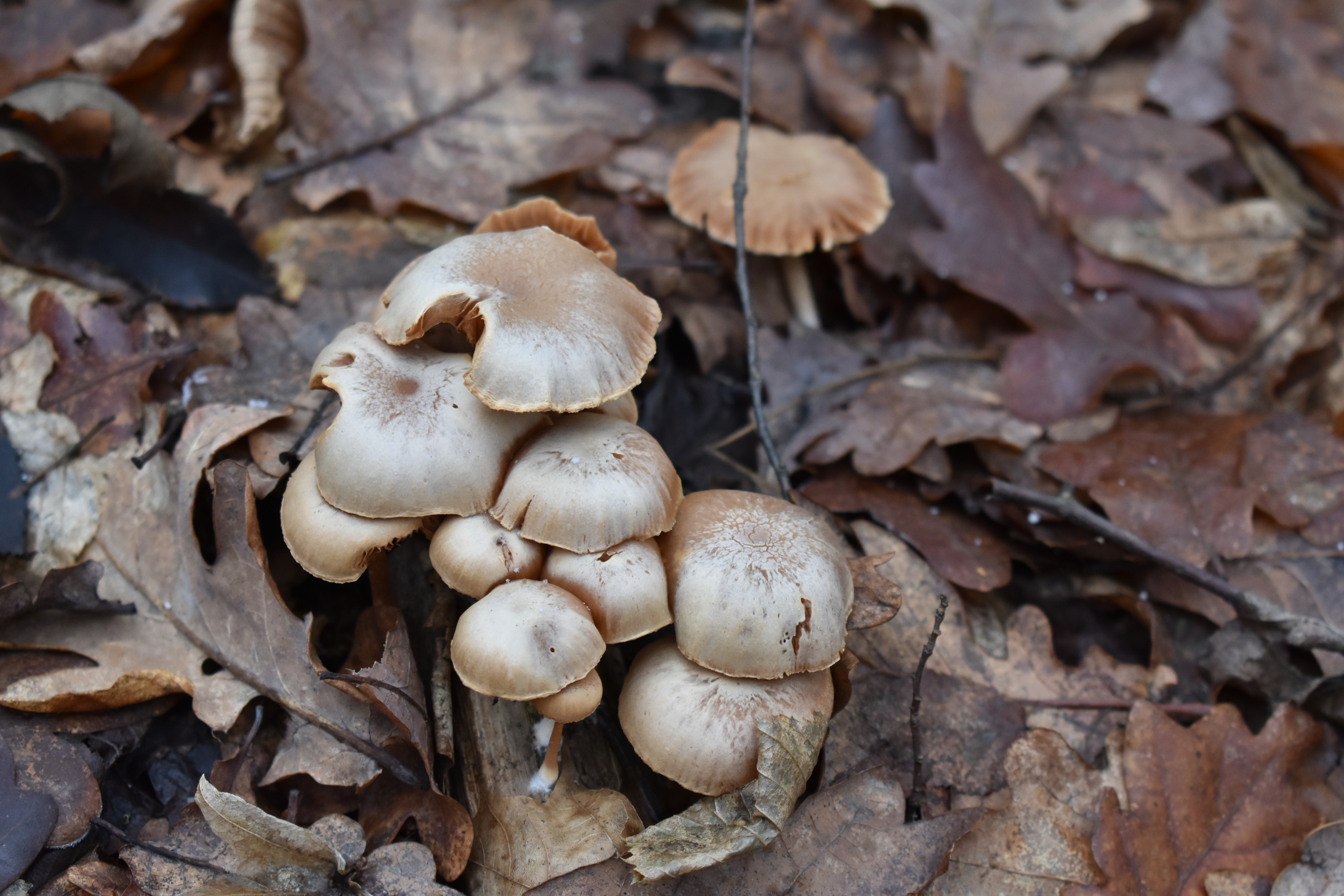